# ديفيد ليفينغستون
ديفيد ليفينغستون (19 مارس 1813 - 1 مايو 1873) (David Livingstone) كان مستكشفاً اسكتلندياً لوسط أفريقيا. كان أول أوروبي يرى شلالات فيكتوريا، وهو الذي أطلق عليها هذا الاسم.
ولد ديفيد ليفينغستون في 19 مارس 1813، في مدينة بلانتاير باسكتلندا. يعرف ليفينغستون بلقائه المشهور مع هنري مورتن ستانلي. كان من أشهر المبشرين المسيحيين في أفريقيا. قرر أولاً أن يكون مبشراً طبياً في الصين، ولكن حروب الأفيون جعلت الصين مكاناً سيئاً بالنسبة للغربيين ذوي النوايا الحسنة. ذهب ليفينغستون إلى أفريقيا بدلاً من ذلك، وبعد أربعة أشهر من السفر، وصل إلى كيب تاون، التي تقع الآن في جنوب أفريقيا، وذلك عام 1841. عامل ليفينغستون الأفريقيين باحترام. وتعلم لغاتهم وعاداتهم ثم استكشف جزء كبير من القارة. اعتقد ليفينغستون بأن أفضل طريقة لمشاركة الأفريقيين إيمانه هي أن يعلمهم عن العالم الخارجي. دعم ليفينغستون عمله التبشيري عن طريق تأليف الكتب حول سفراته.
كان ليفينغستون رجلاً متديناً بشكل كبير، ولم تعجبه طريقة معاملة المستعمرين الهولنديين والبرتغاليين للشعوب الأفريقية. كتاباته أخبرت العالم عن تجارة العبيد. توفي ليفينغستون في 1 مايو 1873، في بحيرة بانغويولو بزامبيا. معظم جسده أرجع بعد ذلك إلى إنجلترا، ولكن العديد من أصدقاء ليفينغستون دفنوا قلبه في أفريقيا.

## أولى سنوات حياته
وُلد ليفينغستون في 19 مارس 1813 في بلدة بلانتير، اسكتلندا في مبنى سكني لعمال مصنع قطن على ضفاف نهر كلايد تحت معبر الجسر المؤدي إلى بوثويل. كان الثاني من بين سبعة أطفال ولدوا لنيل ليفينغستون (1788–1856) وزوجته أغنيس (اسمها قبل الزواج: هانتر؛ 1782–1865). عمل ديفيد في سن العاشرة في مصنع قطن هنري مونتيث وشركائه في بلانتير، إذ عمل هو وشقيقه جون لمدة اثنتي عشرة ساعة في اليوم كنساجين، وعملا تحديدًا في ربط الخيوط القطنية المقطوعة من آلات الغزل.
كان نيل ليفينغستون مدرسًا في مدرسة الأحد وممتنعًا امتناعًا باتًا عن شرب الخمر، وموزعًا للمنشورات المبشرة للمسيحية خلال بيعه الشاي في أثناء عمله كبائع متجول. تعمق في قراءة كتب عن اللاهوت والسفر والمؤسسات التبشيرية. وأثر هذا على شخصية الشاب ديفيد، الذي أصبح قارئًا متعطشًا، لكنه أحب أيضًا أن يجوب الريف بحثًا عن الحيوانات والنباتات والعينات الجيولوجية في محاجر الحجر الجيري المحلية. خشي نيل من تأثير كتب العلوم على إيمان إبنه بالمسيحية وحاول إجباره على قراءة كتب اللاهوت فقط، لكن اهتمام ديفيد العميق بالطبيعة والعلم قاده إلى التحقيق والبحث في العلاقة بين الدين والعلم. قرأ في عام 1832 كتاب فلسفة الدولة المستقبلية (Philosophy of a Future State)، للكاتب توماس ديك، ووجد الأساس المنطقي الذي يحتاجه للتوفيق بين الإيمان والعلم، وبصرف النظر عن الكتاب المقدس، ربما كان لهذا الكتاب أعظم تأثير فلسفي على ديفيد.
كان توماس بورك من بين المؤثرين المهمين الآخرين في حياة ديفيد المبكرة، وهو مبشر إنجيلي في بلانتير، بالإضافة إلى ديفيد هوغ، مدرسه في مدرسة الأحد. غادر ديفيد في سن التاسعة عشرة رفقة والده كنيسة اسكتلندا للالتحاق بكنيسة أبرشية محلية، متأثرين ببعض المبشرين مثل رالف ووردلو، الذين نفوا تقييد مذهب القدر إمكانية الخلاص. ومتؤثرًا بالتعاليم الإحيائية في الولايات المتحدة، قبل ليفينغستون الاقتراح الذي طرحه تشارلز فيني، أستاذ اللاهوت في كلية أوبرلين، أوهايو بالكامل، والذي يقول بأن «الروح القدس مُجيبة لكل من يطلبها». كان هذا يعني بالنسبة لليفينغستون التحرر من الخوف من اللعنة الأبدية. مكنت قراءة ليفينغستون لكتاب كارل غوتزلاف المسمى نداء التبشير للكنائس في بريطانيا وأمريكا نيابة عن الصين من إقناع والده بإمكانية تعزيز الدراسة الطبية للغايات الدينية.
كانت تجارب ليفينغستون الممتدة من سن العاشرة إلى ال26 في مصنع مونتيث للقطن في بلانتير مهمة أيضًا، كنسّاج أولاً ثم كغزّال. كان هذا العمل الرتيب ضروريًا لدعم عائلته الفقيرة ماديًا، لكنه علمه المثابرة والتحمل والتعاطف الطبيعي مع كل من يعمل معه، وهذا ما عبرت عنه أبيات قصيدة روبرت برنز التي اعتاد ديفيد دندنتها: «عندما يقف الرجل بجانب رجل آخر، فإن العالم يتحول إلى مجموعة من الإخوة».

## مواقع خارجية
- ديفيد ليفينغستون على موقع الموسوعة البريطانية (الإنجليزية)
- ديفيد ليفينغستون على موقع إن إن دي بي (الإنجليزية)
- ديفيد ليفينغستون